# Aluze
Aluze (také narážka) je v rámci strukturalistické teorie odkaz na jiný text nebo společenskou realitu. Rozlišuje se aluze literární a neliterární, přímá a nepřímá, vědomá a nevědomá (reminiscence).
V architektuře se někdy pojmem aluze označuje využití architektonických prvků nebo motivů dřívějšího stylu nebo stavby, někdy i v případě novodobých replik zbořených budov.